# 日本国憲法第25条
日本国憲法 第25条（にほんこく（にっぽんこく）けんぽう だい25じょう）は、日本国憲法の第3章にある条文で、社会権のひとつである生存権を保障するとともに、国の社会的使命について規定している。

## 条文
日本国憲法 - e-Gov法令検索

第二十五条
1. すべて国民は、健康で文化的な最低限度の生活を営む権利を有する。
2. 国は、すべての生活部面について、社会福祉、社会保障及び公衆衛生の向上及び増進に努めなければならない。

## 沿革

### 大日本帝国憲法
無し

### GHQ草案
「GHQ草案」、国立国会図書館「日本国憲法の誕生」。

#### 日本語
第二十四条
有ラユル生活範囲ニ於テ法律ハ社会的福祉、自由、正義及民主主義ノ向上発展ノ為ニ立案サラルヘシ
自由、普遍的且強制的ナル教育ヲ設立スヘシ
児童ノ私利的酷使ハ之ヲ禁止スベシ
公共衛生ヲ改善スベシ
社会的安寧ヲ計ルヘシ
労働条件、賃銀及勤務時間ノ規準ヲ定ムヘシ

#### 英語
Article XXIV.
In all spheres of life, laws shall be designed for the promotion and extension of social welfare, and of freedom, justice and democracy.
Free, universal and compulsory education shall be established.
The exploitation of children shall be prohibited.
The public health shall be promoted.
Social security shall be provided.
Standards for working conditions, wages and hours shall be fixed.

### 憲法改正草案要綱
「憲法改正草案要綱」、国立国会図書館「日本国憲法の誕生」。

第二十三法律ハ有ラユル生活分野ニ於テ社会ノ福祉及安寧、公衆衛生、自由、正義並ニ民主主義ノ向上発展ノ為ニ立案セラルベキコト

### 憲法改正草案
「憲法改正草案」、国立国会図書館「日本国憲法の誕生」。

第二十三条法律は、すべての生活分野について、社会の福祉及び安寧並びに公衆衛生の向上及び増進のために立案されなければならない。

### 帝国憲法改正案
「帝国憲法改正案」、国立国会図書館「日本国憲法の誕生」。

第二十三条法律は、すべての生活部面について、社会の福祉、生活の保障及び公衆衛生の向上及び増進のために立案されなければならない。

## 性格
日本国憲法第25条は、二つの条項により二重に国民に対する国家責任を明示している特殊な条文であるが、その出自を以下に記載する。
第1項は、旧日本社会党議員であった経済学者の森戸辰男・鈴木義男らが、ドイツ帝国のワイマール憲法第151条第1項を参考にし起案した。
連合国軍最高司令官総司令部（GHQ）が下書きした日本国憲法第25条には「健康で文化的な最低限度の生活」という文言は無い。この趣旨の文言を、憲法改正草案として初めて盛り込んだのは、第二次世界大戦後すぐに立ち上がった民間団体「憲法研究会」だった。1945年（昭和20年）12月に公表した「憲法草案要綱」に、こう書かれた。

一、国民ハ健康ニシテ文化的水準ノ生活ヲ営ム権利ヲ有ス

第2項は、GHQ民生局行政部所属C.F.サムス准将が、マッカーサーの命により起案した。1919年8月11日制定のワイマール憲法第151条第1項の内容は、以下の通りである。

第151条（経済生活の秩序、経済的自由）
経済生活の秩序は、すべての人に、人たるに値する生存を保障することを目指す正義の諸原則に適合するものでなければならない。各人の経済的自由は、この限界内においてこれを確保するものとする。

Artikel 151
Die Ordnung des Wirtschaftslebens muß den Grundsätzen der Gerechtigkeit mit dem Ziele der Gewährleistung eines menschenwürdigen Daseins für alle entsprechen. In diesen Grenzen ist die wirtschaftliche Freiheit des Einzelnen zu sichern

## 最高裁判例
- 食糧管理法違反（最高裁判例 昭和23年12月1日）憲法76条、憲法81条
- 朝日訴訟（最高裁判例 昭和42年5月24日）
- 三井美唄労組事件（最高裁判例 昭和43年12月4日）憲法15条1項、憲法28条
- 堀木訴訟（最高裁判例 昭和57年7月7日）憲法13条、憲法14条
- 塩見訴訟（最高裁判例 平成元年3月2日）
- 厚木基地公害訴訟（最高裁判例 平成5年2月25日）

朝日訴訟最最高裁判所判決（最判昭和42年5月24日民集第21巻5号1043頁）における判例では、日本国憲法第25条をプログラム規定と解釈しており、あくまでも国の努力目標を宣言したに過ぎないとされる。従って、具体的な施策については裁量の余地が認められる。

## 学説
- 抽象的権利説
- 具体的権利説
- プログラム規定説

## 関連条文
- 日本国憲法第13条（幸福追求権）
- 生活保護法 - 生活保護
- 公営住宅法 - 公営住宅
- 食糧管理法 - 米穀配給通帳